# Биатлон на Зимским олимпијским играма 1960.
Биатлон је званично укључен у програм Зимских олимпијских игара 1960. у Скво Велију САД. Одржано је само у мушкој конкуренцији, а једина дисциплина била је појединачна трка на 20 километара.
Биатлон је одржан 21. фебруара уз учешће 30 биатлонаца из 9 земаља.
Такмичење се се састојало од 20 км нордијског скијања, и гађања двадесет и четири хица (20 оценских) у одређеним периодима са удаљености од 200, 250, 150 и 100 метара. 
Први олимпијски победник био је Швеђанин Клас Лестандер, које је иако је имао седмо укупно време у трчању, победио, јер је једини у гађање постигао свих 20 погодака у мету па није имао додатних казнених поена.

## Земље учеснице
1. EUA (4)[1]
2. Мађарска (1)
3. Норвешка (3)
4. САД (4)
5. Совјетски Савез (4)
6. Уједињено Краљевство (2)
7. Финска (4)
8. Француска (4)
9. Шведска (4)

## Резултати

### Трка на 20 км појединачно
детаљи
| Плас. | Биатлонац           | Земља           | Време     | Казна | Укупно    | Заостатак |
| ----- | ------------------- | --------------- | --------- | ----- | --------- | --------- |
|       | Клас Лестандер      | Шведска         | 1:33,21,6 | 0     | 1:33,21,6 | —         |
|       | Анти Тирвејнен      | Финска          | 1:29:57,7 | 4 (2) | 1:33:57,7 | 36,1      |
|       | Александар Привалов | Совјетски Савез | 1:27;42,4 | 6 (3) | 1:34:54,2 | 1:32,6    |

## Биланс медаља
Рачунају се резултати само званичног дела такмичења.
|   | Земља           |   |   |   |   |
| - | --------------- | - | - | - | - |
| 1 | Шведска         | 1 | - | - | 1 |
| 2 | Финска          | - | 1 | - | 1 |
| 2 | Совјетски Савез | - | - | 1 | 1 |
|   | Укупно (2)      | 1 | 1 | 1 | 3 |